# Mo distrikt, Bohuslän
Mo distrikt är ett distrikt i Tanums kommun och Västra Götalands län. 
Distriktet ligger öster om Tanumshede.

## Tidigare administrativ tillhörighet
Distriktet inrättades 2016 och utgörs av socknen Mo i Tanums kommun.
Området motsvarar den omfattning Mo församling hade vid årsskiftet 1999/2000.